# Mohamed Redouane Guemri
Mohamed Redouane Guemri (Orano, 30 novembre 1956) è un ex calciatore algerino, di ruolo attaccante.

## Carriera
Ha rappresentato la Nazionale algerina alla Coppa d'Africa 1980.